# Mycophaga testacea
Mycophaga testacea är en tvåvingeart som först beskrevs av Gimmerthal 1834.  Mycophaga testacea ingår i släktet Mycophaga och familjen blomsterflugor. Arten är reproducerande i Sverige. Inga underarter finns listade i Catalogue of Life.